# Anette Rückes
Anette Rückes   (Bad Marienberg, 19 de desembre de 1951) va ser una atleta alemanya, especialista en curses de velocitat, que va competir per la República Federal Alemanya durant la dècada de 1970.
El 1972 va prendre part en els Jocs Olímpics de Múnic, on va disputar dues proves del programa d'atletisme. Va guanyar la medalla de bronze en el 4x400 metres relleus, fent equip amb Inge Bödding, Hildegard Falck i Rita Wilden, mentre en els 400 metres quedà eliminada en sèries.
En el seu palmarès també destaquen dues medalles de plata en els 4x400 metres relleus del Campionat d'Europa d'atletisme de 1971 i del Campionat d'Europa d'atletisme en pista coberta del mateix any.

## Millors marques
- 400 metres. 53.1" (1972)[1][2]